# Ламсфус, Ульрих
Ульрих Ламсфус (нем. Ulrich Lamsfuss, Ulrich Lamsfuß, род. 1971 в Бонне, живёт и работает в Берлине, Германия) — современный немецкий живописец.

## Образование
- 1991—1992 Hogeskool for Beeldenden Kunsten, Роттердам
- 1992—1993 Kunstakademie Düsseldorf
- 1993—1999 Hochschule der Künste Berlin

## Творчество
Ульрих Ламсфус относится к поколению художников, которые стилистически колеблются между постимпрессионизмом, постэкспрессионизмом и фотореализмом. Что объедидняет их ещё больше, так это активное использование образов средств массовой информации и их трансформация в нарисованную реальность. Картины Ламсфусса воспроизводят образы из разных источников: из журналов о моде и путешествиях, фильмов, истории искусства. Он тщательно копирует каждое изображение при помощи карандашной сетки, квадрат за квадратом, двигаясь от верхнего левого угла изображения к правому нижнему.  Воссозданные в масле на протяжении нескольких долгих недель, они в этом отношении противоположны первоисточникам, на которых основаны - мгновенным снимкам, сделанным в доли секунды. «Mutter und Kind» основана на репортажной фотографии, снятой в сомалийском госпитале во время гражданской войны известным фотографом Chris Steele-Perkins агентства Magnum. «Stefan Jellheden» воспроизводит рекламу, созданную датским фотографом для Louis Vuitton, которая в свою очередь основана на знаменитой новостной фотографии горящего вьетнамского монаха (1963). Первая фотография – момент скорби и страдания из реальной жизни, вторая – предназначенная для общества массового потребления, постановочная. Как представление современного мира, они, однако, равноценны для художника.

## Персональные выставки
- 2000 — Max Hetzler, Berlin
- 2002 — Max Hetzler, Berlin
- 2003 — The Raw and The Cooked, Lombard Freid Fine Arts, New York, NY
- 2003 — Galerie Daniel Templon, Paris, France
- 2004 — Galerie Max Hetzler, Berlin, Germany
- 2005 — petsounds, eastcoast, Lombard Freid Fine Arts, New York, NY
- 2005 — petsounds, westcoast, Daniel Hug Gallery, Los Angeles, CA
- 2007 — Galerie Daniel Templon, Paris
- 2008 — Spielen & Wachsen, Galerie Max Hetzler, Zimmerstrasse, Berlin